# Карадонлу
Карадонлу (азерб. Qaradonlu) —  село в Имишлинском районе Республики Азербайджан, расположенное в Муганьской степи.

## История
Карадонлу — одно из древних сёл Имишлинского района. В начале XX века в селе существовали жилые дома, гостиницы, мельницы, магазины и различные социальные объекты, а в 1906 году здесь открылась первая школа. С образованием Карадонлинского района в 1933 году была построена машинно-тракторная станция «Карадонлу». Прокладка железной дороги создала основу для переноса райцентра из Карадонлу в Имишли.

## Население
Согласно результатам Азербайджанской сельскохозяйственной переписи 1921 года Карадонлу Джеватского (Сальянского) уезда Азербайджанской ССР населяли 910 человек (188 хозяйств). Преобладающая национальность — тюрки-азербайджанцы, а само население состояло из 495 мужчин и 415 женщин.
Согласно материалам издания «Административное деление АССР», подготовленного в 1933 году Управлением народно-хозяйственным учётом Азербайджанской ССР (АзНХУ), по состоянию на 1 января 1933 года село Карадонлу являлось административным центром одноимённого района (ныне Имишлинский район). Число жителей —  738 человек, преобладающая национальность —  тюрки (азербайджанцы).

## Достопримечательности
- В 1 км к северо-востоку от Карадонлу находятся поселения, относящиеся к IX—XIII векам[2].

## Известные уроженцы
- Сайяд Аран — общественно-политический деятель Азербайджана, кандидат филологических наук, писатель и заслуженный журналист Азербайджанской Республики.